# Karl Wild (Journalist)
Karl Wild (* 11. Juni 1948 in Chur; heimatberechtigt in Lütisburg) ist ein Schweizer Journalist und Buchautor.

## Leben
Karl Wild wuchs in Chur auf. Nach einer Lehre als Schriftsetzer und Maschinensetzer wechselte er nach Zürich und stieg in den Journalismus ein. In der Redaktion des Fachblattes Sport durchlief er ein klassisches Learning by doing. Sein Lehrmeister war dabei der Sportjournalist Walter Lutz. Als Redaktor beim Sport war Wild zuständig für Ski Alpin, Tennis und Fussball. Als Berichterstatter besuchte er mehrere Olympische Spiele und Weltmeisterschaften.
1988 wechselte Wild als Redaktor zum Wirtschaftsmagazin Bilanz, wo er in Andreas Z’Graggen einen zweiten Lehrmeister hatte. Wild machte sich einen Namen als Aufdecker von Missmanagement und betreute zudem das Ressort Tourismus. Während drei Jahren war er auch verantwortlich für die jährlich erscheinende «goldene Bilanz» mit der Auflistung der reichsten Schweizer.
Nach einem kurzen Abstecher in die Kommunikationsbranche machte sich Wild 2002 selbstständig. Er gründete die Firma Wild & Partner, die auf Ghostwriting spezialisiert ist. 2012/13 war er Chefredaktor des Gourmetführers Guide Bleu. Seit 2022 ist er Co-Chefredaktor des Magazins Hotelier sowie Autor und Kolumnist beim Magazin Seazen Travel. Seit 2023 ist er auch Chefredaktor des Magazins ReiseLust. Wild ist ständiger Mitarbeiter der SonntagsZeitung und schreibt auch in anderen Zeitungen und Magazinen regelmässig über wirtschaftliche und touristische Themen.
Wild ist verheiratet.

## Hoteltester
1997 war Wild bei der Bilanz Gründer des ersten Schweizer Hotelratings. Als er das Wirtschaftsmagazin verliess, nahm er das Rating mit. Seither erscheint es in verfeinerter Form alljährlich in der SonntagsZeitung unter dem Titel Die 125 besten Hotels der Schweiz und wird gleichzeitig auf den Online-Portalen aller TX-Group-Zeitungen aufgeschaltet. Seit 2013 erscheint das Rating alljährlich auch als Buch (Weber Verlag, Thun). Ebenfalls in der SonntagsZeitung bringt Wild das Rating Die 75 besten Winterhotels der Schweiz. Als Hoteltester ist er auch regelmässig weltweit unterwegs.

### Aufdecker der Affäre Nef
Am 13. und 20. Juli 2008 wies die SonntagsZeitung nach, dass  Armeechef Roland Nef in ein Strafverfahren verwickelt war, was zum Sturz des Chefs der Armee führte. Sein Vorgesetzter, Bundesrat Samuel Schmid, trat später ebenfalls zurück. Wild, der im Besitz des gesamten belastenden Materials war, löste den Fall damit aus. Im Berufungsprozess vor dem Obergericht des Kantons Zürich sagte er als Zeuge aus, dass er dieses Material nicht vom Polizisten Fredi Hafner erhalten hat. Hafner war in erster Instanz wegen Amtsgeheimnisverletzung verurteilt worden. Das Obergericht und Bundesgericht bestätigten das Urteil.
Das Branchenmagazin Schweizer Journalist ehrte das Reporterteam der SonntagsZeitung (Karl Wild, Catherine Boss und Martin Stoll) für die Aufdeckung der Affäre Nef 2008 als «Bester Journalist Recherche 2008». Ein Jahr später erhielten die drei dafür auch den Zürcher Journalistenpreis.

## Publikationen
- Mein Weg nach ganz oben: Werner H. Spross – Gärtner der Nation. BMG Buch AG, Basel 2000, ISBN 3-905352-02-8.
- Der Wille allein entscheidet, oder, 53 Medaillen sind kein Zufall: Karl Frehsner. Orell Füssli, Zürich 2004, ISBN 3-280-06047-8.
- Hausi Leutenegger: Ein bisschen Glück war auch dabei – eine Biografie. Huber, Frauenfeld 2009, ISBN 978-3-7193-1508-5.
- Die 125 besten Hotels der Schweiz 2014. Werd Weber, Thun 2013, ISBN 978-3-909532-94-0.
- Die 150 besten Hotels der Schweiz 2014/15. Werd Weber, Thun 2014, ISBN 978-3-03818-009-8
- Die 150 besten Hotels der Schweiz 2015/16. Werd Weber, Thun 2015, ISBN 978-3-03818-041-8
- Die 150 besten Hotels der Schweiz 2016/17. Werd Weber, Thun 2016, ISBN 978-3-03818-097-5
- Die 150 besten Hotels der Schweiz 2017/18. Werd Weber, Thun 2017, ISBN 978-3-03818-128-6
- Die 150 besten Hotels der Schweiz 2018/19. Werd Weber, Thun 2018, ISBN 978-3-03818-141-5
- Die 100 besten Hotels der Schweiz 2019/20. Werd Weber, Thun 2019, ISBN 978-3-03818-198-9
- Die 100 besten Hotels der Schweiz 2020/21. Werd Weber, Thun 2020, ISBN 978-3-03818-248-1
- Die 100 besten Hotels der Schweiz 2021/22. Werd Weber, Thun 2021, ISBN 978-3-03818-321-1
- Ich kam aus dem Nichts – Erinnerungen von Immobilienkönig Stefan Götz. Werd Verlag, Thun 2021, ISBN 978-3-03922-114-1
- Die 100 besten Hotels der Schweiz 2022/23. Weber Verlag, Thun 2022, ISBN 978-3-03818-398-3
- Die 100 besten Hotels der Schweiz 2023/24. Weber Verlag, Thun 2023, ISBN 978-3-03818-459-1
- Die 100 besten Hotels der Schweiz 2024/25. Weber Verlag, Thun 2024, ISBN 978-3-03818-534-5